# 아시아 태평양 무역협정

아시아 태평양 무역협정(Asia-Pacific Trade Agreement, APTA)은 상호이익이 되는 조치들을 통해 아시아-태평양 경제사회이사회(ESCAP)내 개발도상 회원국간의 무역을 확대하기 위한 것을 목적으로 하는 협정이다. 공식명칭은 유엔산하 아시아-태평양 경제사회이사회(ESCAP, Economic and Social Commission for Asia and the Pacific)의 개발도상국간 통상협정에 관한 제1차 협정(First Agreement on Treade Negotiations Among Developing Countries of ESCAP)이다. 1975년 7월 서명되었다. 종전 명칭은 '방콕협정'(Bangkok Agreement)이다.

## 같이 보기
- 아시아 태평양 경제 사회 위원회
- 아세안 자유 무역 지대